# Édouard Didron
Édouard Didron (* 13. Oktober 1836 in Paris; † 14. April 1902 ebenda) war ein französischer Glasmaler, der viele Bleiglasfenster für Kirchen in Paris und der Île-de-France schuf.

## Leben

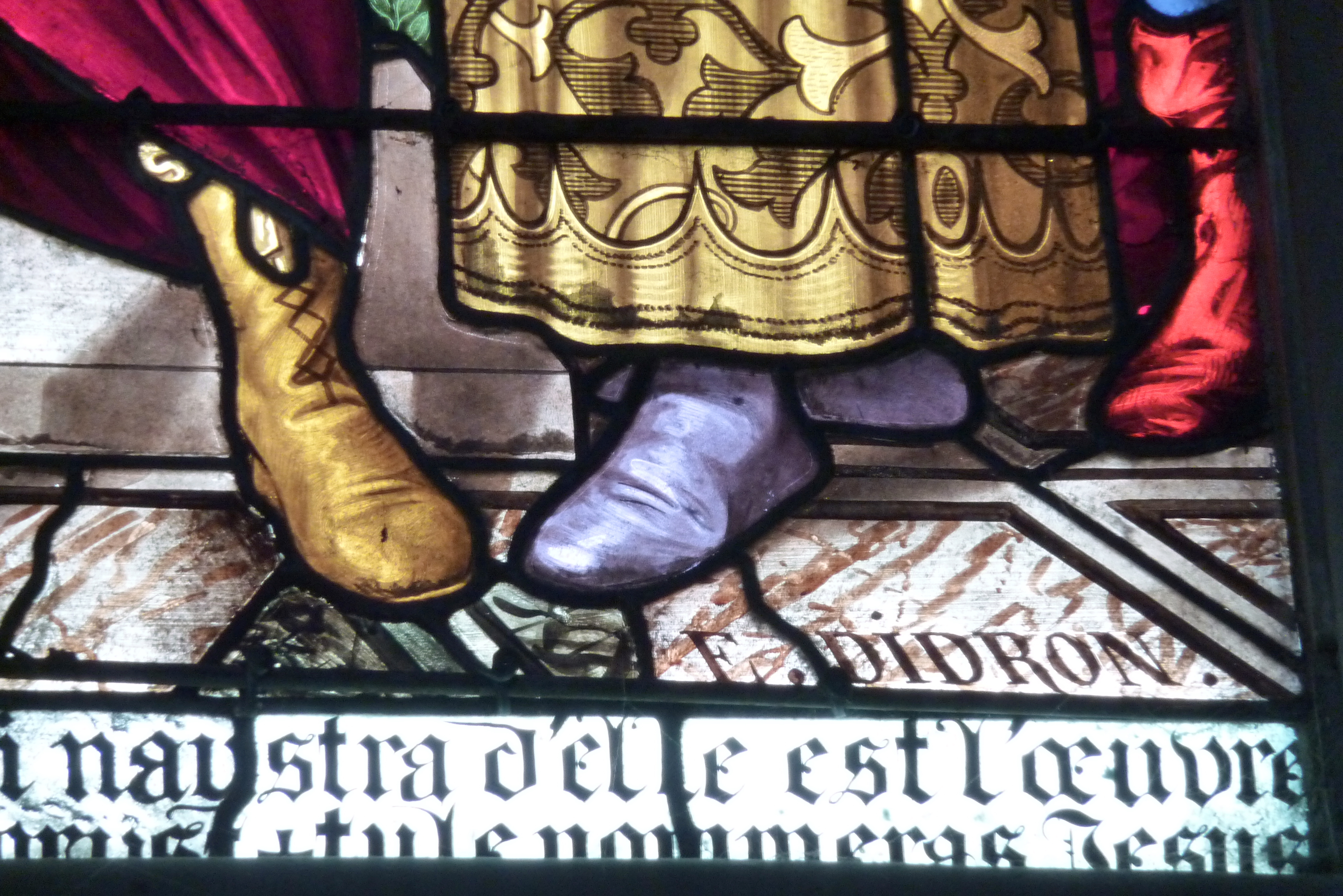
Signatur von Édouard Didron auf einem Fenster in der Kathedrale von Pontoise

Édouard Didron wurde von seinem Onkel mütterlicherseits, dem Archäologen Adolphe-Napoléon Didron (1806–1867), adoptiert. Édouard übernahm die von seinem Onkel im Jahr 1849 gegründete Glasmalereiwerkstatt, die sich in Neuilly-sur-Seine befand. Als eine der führenden Ateliers war er auf den Ausstellungen in den Jahren 1857 und 1859 vertreten. Bei der Pariser Weltausstellung im Jahr 1878 war er Mitglied im Auswahlausschuss.

## Werk (Auswahl)
- zahlreiche Bleiglasfenster in Grabkapellen auf dem Friedhof Père-Lachaise in Paris

Bleiglasfenster in folgenden Kirchen:
- St-Germain-l’Auxerrois in Paris
- St-Louis-d’Antin in Paris
- St-Merry in Paris
- St-Séverin in Paris
- St-Thomas-d’Aquin in Paris
- St-Martin-d’Esquermes in Lille
- Notre-Dame in Dijon
- St-Baudile in Nîmes
- St-Martin in Saint-Martin-le-Hébert
- St-Vincent-de-Paul in Marseille
- Collégiale St-Pierre in Le Dorat
- Notre-Dame in Beaune
- Kathedrale St-Pierre in Montpellier
- Kathedrale in Nîmes
- Kathedrale St-Front in Périgueux
- Kathedrale von Pontoise
- St-Urbain in Troyes

## Publikationen
- Les vitraux à l’exposition universelle 1867. Librairie archéologique de Didron, Paris 1868.
- Le vitrail depuis cent ans et à l’exposition de 1889. In: Revue des Arts décoratifs, Band X 1889/90, S. 100.